# Naked Singularity
Naked Singularity es una película estadounidense de comedia y drama de 2021, dirigida por Chase Palmer en su debut como director, a partir de un guion de Palmer y David Matthews. Se basa en la novela homónima de 2008 de Sergio De La Pava. Es protagonizada por John Boyega, Olivia Cooke, Bill Skarsgård, Ed Skrein, Linda Lavin y Tim Blake Nelson.
Tuvo su estreno mundial en el Festival Internacional de Cine de San Francisco el 9 de abril de 2021.
Fue estrenada de forma limitada el 6 de agosto de 2021, antes de lanzarse en vídeo bajo demanda el 13 de agosto de 2021, por Screen Media Films.

## Sinopsis
Un joven defensor público idealista de la ciudad de Nueva York, quemado por el sistema, al borde de la inhabilitación, y al ver señales del universo colapsando a su alrededor, decide robar una venta multimillonaria de drogas a uno de sus clientes.

## Emitir
- John Boyega como Casi
- Olivia Cooke como Lea
- Bill Skarsgård como Dane
- Ed Skrein como Craig
- Linda Lavin como Cymbeline
- Tim Blake Nelson como Angus
- Kyle Mooney como el Golem
- Robert Bogue como Coburn
- Robert Christopher Riley como Winston
- Liza Colón-Zayas como Liszt
- Robia Deville como Acusado

## Producción
En diciembre de 2018, se anunció que John Boyega se había unido al elenco de la película, con Chase Palmer dirigiendo un guion que escribió junto a David Matthews. Ridley Scott se desempeñaría como productor ejecutivo a través de Scott Free Productions. Dick Wolf también se desempeñaría como productor ejecutivo. En abril de 2019, Olivia Cooke se unió al elenco. En mayo de 2019, Ed Skrein y Bill Skarsgård se unieron al reparto de la película.
La fotografía principal comenzó en la ciudad de Nueva York en mayo de 2019.

## Estreno
Tuvo su estreno mundial en el Festival Internacional de Cine de San Francisco el 9 de abril de 2021. En junio de 2021, Screen Media Films adquirió los derechos de distribución de la película. Fue estrenada de forma limitada el 6 de agosto de 2021, antes de lanzarse en vídeo bajo demanda el 13 de agosto de 2021.